# Rita Ora
Rita Sahatçiu Ora (* 26. listopadu 1990 Priština), známá jako Rita Ora, je britská zpěvačka, textařka a herečka. V roce 2009 vystupovala jako soutěžící v soutěži od BBC, Eurovision: Your Country Needs You. Později v tomto roce podepsala smlouvu s Roc Nation. Na konci roku 2013 se v médiích potvrdilo, že si zahraje sestru Christiana Graye ve filmu Padesát odstínů šedi, jenž je natočen podle stejnojmenné knihy. Je albánského původu.

## Biografie

### 2011 - současnost: debutové album
Během roku 2011 vydala Rita videa k písním ze svého debutového alba, na kterých zrovna pracovala.
Dne 14. prosince 2011 byl vydán její duet s DJ Fresh, „Hot Right Now“ a video k této písni má na YouTube více než 40 000 000 zhlédnutí.
Dne 24. února 2012 Rita navštívila newyorskou rádiovou stanici Z100 společně s manažerem vydavatelství Roc Nation, Jay-Z. Právě na tomto rádiu byla premiéra jejich duetu „How Do We (Party)“, což je debutová píseň z nadcházejícího alba se stejnojmenným názvem. Písnička je předělávkou, respektive využívá jen refrénu, známého hitu legendárního newyorského rappera The Notorious B.I.G., „Party and Bullshit“.
Své první studiové album nahrávala po boku profesionálů jako will.i.am, Ester Dean, Drake, The-Dream, Kanye West a Stargate.
O svém albu Rita v rozhovoru řekla „určitě je v něm pop, ale můžete tam slyšet i stopy hazzy ve stylu Monica Aaliyah nebo Gwen Stefani.“
V dalším rozhovoru zveřejnila názvy dalších dvou písní pro toto album jménem „Roc the Life“ a „Love at War“.
6. května 2012 byl její featuring s Tinie Tempah, „R.I.P.“, který byl napsán Drakem a produkován Chase & Status, zveřejněn jako její první britský song. Videoklip byl natočen v Hackney, East London a do světa vypuštěn 4. dubna 2012.

## Osobní život
Její matka je katolička, zatímco otec je muslim. Při rozhovoru v roce 2016 sama o sobě prozradila, že věří ve vyšší moc, ale nevěří přímo v Boha. Mluví anglicky a albánsky.
Její dědeček z matčiny strany, Osman Bajraktari, byl albánským konzulem v Moskvě (tehdejší SSSR). Otcův dědeček Besim Sahatçiu byl známým albánským režisérem.
Mezi lety 2013-2014 tajně randila se skotským DJ Calvinem Harrisem, ale pár se po několika měsících rozešel. Svůj první vážný veřejný vztah navázala s americkým muzikantem Andrew Wattem v r. 2016, ale v září 2018 po dvou letech se spolu rozešli. Opakovaně spolu chodili 9 měsíců v r. 2019, ale jejich rozchod byl definitivní. Od r. 2021 je oficiálně ve vztahu s novozélandským režisérem a scenáristou Taikou Waititim.

## Herectví
Rita Ora však mezitím rozjela také svoji filmovou kariéru, když si například zahrála vedlejší roli ve všech třech filmech úspěšné série erotického romantického dramatu Padesát odstínů (Padesát odstínů šedi, 2015; Padesát odstínů temnoty, 2017 a Padesát odstínů svobody, 2018).
Také si zahrála cameo roli ve filmu Rychle a zběsile 6 (2013), kdy odstartovala závod mezi Letty a Domem.

## Diskografie
- Ora (2012)
- Phoenix (2018)
- You & I (2023)

## Filmografie

### Film
| Rok  | Titul                     | Role            | Poznámky   |
| ---- | ------------------------- | --------------- | ---------- |
| 2004 | Spivs                     | Rosanna         |            |
| 2013 | Rychle a zběsile 6        | Race Caller     | Uncredited |
| 2015 | Padesát odstínů šedi      | Mia Grey        |            |
| 2015 | Southpaw                  | Maria Escobar   |            |
| 2017 | Padesát odstínů temnoty   | Mia Grey        |            |
| 2018 | Padesát odstínů svobody   | Mia Grey        |            |
| 2019 | Pokémon Detective Pikachu | Dr. Ann Laurent |            |
| 2021 | Twist                     | Dodger          |            |
| TBA  | Wonderwell                | Yana            |            |

### Televize
| Rok        | Titul                        | Role                             | Poznámky                                        |
| ---------- | ---------------------------- | -------------------------------- | ----------------------------------------------- |
| 2004       | The Brief                    | Jaclyn Livermore                 | Epizoda "Children" Psána jako Rita Sahatçiu Ora |
| 2006       | Bombshell                    | Leylah                           | 2. epizoda                                      |
| 2015       | The Voice UK                 | Coach                            | 4. série                                        |
| 2015       | Empire                       | Herself                          | Epizoda "Who I Am"                              |
| 2015       | The X Factor                 | Judge                            | 12. série                                       |
| 2016–17    | America's Next Top Model     | Host                             | 23. řada                                        |
| 2017       | Boy Band                     | Host                             |                                                 |
| 2017       | MTV Europe Music Awards      | Host                             |                                                 |
| 2019       | RuPaul's Drag Race All Stars | Guest Judge                      | 4. série                                        |
| 2020–dosud | Masked Singer UK             | Panelist                         | 1. - 3. série                                   |
| 2021–dosud | The Voice Australia          | Coach                            | Od 10. série                                    |
| 2022–dosud | Kung Fu Panda: Dračí rytíř   | Luthera / Wandering Blade (hlas) | 11 epizod                                       |